# Junkers J 15
Junkers J 15 – niemiecki samolot cywilny, górnopłat, zbudowany w 1920 roku. Obok pilota mógł zabrać dwóch pasażerów. Konstruktorzy dopuścili też możliwość przerobienia samolotu na dolnopłat, w razie przyszłych zmian konstrukcyjnych. 

## Historia
Zgodnie z zamysłem handlowym Junkersa samolot miał służyć właścicielom dużych przedsiębiorstw, zapewniając szybkie i wygodne przemieszczanie się po Europie.
Maszyna wyróżniała się nietypową i zarazem nieudaną konstrukcją. Z przodu w zamkniętej i przeszklonej kabinie znajdowały się elegancko wyposażone miejsca dla dwóch pasażerów. Natomiast z tyłu umieszczono otwarte miejsce dla pilota. Nie dość, że pilot był narażony na czynniki atmosferyczne, miał ograniczone pole widzenia z powodu kabiny i nisko osadzonego płatu skrzydła, to dodatkowo do kabiny dostawały się spaliny silnika. Dlatego też zarzucono pomysł rozwijania J 15 na rzecz modelu K 16.